# Thomisus zyuzini
Thomisus zyuzini är en spindelart som beskrevs av Yuri M. Marusik och Dmitri Viktorovich Logunov 1990. Thomisus zyuzini ingår i släktet Thomisus och familjen krabbspindlar. Inga underarter finns listade i Catalogue of Life.